# Susan Hamilton
Susan Hamilton (9 tháng 6 năm 1814 – 28 tháng 11 năm 1889) là một nữ quý tộc người Scotland, con gái duy nhất của Alexander Hamilton, Công tước thứ 10 xứ Hamilton và Susan Euphemia Beckford. Susan Hamilton đã gây nhiều tranh cãi với vụ ly hôn tai tiếng với chồng cũ là Henry Pelham-Clinton, Công tước thứ 5 xứ Newcastle.

## Thân thế
Susan Harriet Catherine Hamilton sinh ngày 9 tháng 6 năm 1814, là con gái duy nhất của Alexander Hamilton, Công tước thứ 10 xứ Hamilton và Susan Euphemia Beckford, một nữ thừa kế giàu có và là con gái của William Thomas Beckford và Margaret Gordon. Susan có một người anh trai là William Hamilton, Công tước thứ 11 xứ Hamilton. Thông qua cha mẹ, Susan là hậu duệ của quân vương Scotland như James II của Scotland và Mary I của Scotland.
Susan được mô tả là đứa trẻ xinh đẹp với mái tóc nâu và hàm răng hơi nhô ra, do đó Susan tự gọi mình là "Toosey". Thuở ấu thơ, Susan chủ yếu sống trong phần lãnh địa của gia đình ở Scotland và Pháp, nơi mà cha của Susan, Công tước xứ Hamilton thất bại trong việc giành tuyên bố sở hữu lãnh địa Công tước xứ Chatelherault.

## Hôn nhân
Ngày 21 tháng 11 năm 1831, Henry Pelham-Clinton, Công tước thứ 4 xứ Newcastle đã viết thư đề nghị gả con gái Georgiana Pelham-Clinton cho con trai độc nhất của Alexander Hamilton, Công tước thứ 10 xứ Hamilton là William Hamilton, Hầu tước xứ Douglas và Glydesdale. William Hamilton là bạn của trưởng nam của Công tước xứ Newcastle là Henry Pelham-Clinton, Bá tước xứ Lincoln từ Eton College và Đại học Oxford. Có chung sở thích săn bắn với Hầu tước xứ Douglas, Bá tước xứ Lincoln thường nhận lời mời tham gia săn bắn tại khu bảo tồn của nhà Hamilton ở Scotland, do đó trở thành người quen của gia đình Hamilton. Trong lá thư hồi âm cho Công tước xứ Newcastle, Công tước xứ Hamilton bày tỏ rằng bản thân cũng có ý định tương tự, nhưng là đề nghị gả con gái Susan Hamilton cho Bá tước xứ Lincoln.
Công tước xứ Newcastle rất phấn khởi trước thư hồi âm từ Cung điện Hamilton. Trong hai người con nhà Hamilton, Susan là lựa chọn tốt hơn cả nên Công tước xứ Newcastle nhanh chóng đồng ý với lời đề nghị của Công tước xứ Hamilton. Dù là người đề xuất, nhưng cha của Susan vẫn khuyên Newcastle nên để cho hai con tự do quyết định. Công tước xứ Newcastle bày tỏ sự đồng thuận với Hamilton: "Tôi hoàn toàn đồng tình với ý kiến của Đức ngài, chính tôi đã chứng kiến quá nhiều kết cục đau thương từ những cuộc hôn nhân sắp đặt và quá nhiều rắc rối xảy đến vì sự can thiệp từ bậc cha mẹ, và tôi sẽ không để mình vào tình thế như vậy. Tuy nhiên, việc hướng đôi lứa hướng về nhau mà không tạo nên sự lộ liễu, và giải quyết việc dàn xếp hôn nhân như thể đó là lựa chọn cá nhân của con trẻ là hoàn toàn chấp nhận được."
Trong kỳ nghỉ Lễ Giáng Sinh, Công tước xứ Newcastle đã hỏi con trai cảm nhận thế nào về Susan và nhận được phản ứng như mong đợi. Do đó, Công tước xứ Newcastle đã viết thư gửi cha của Susan và đề nghị rằng nếu Susan không phản đối mối quan hệ giữa mình và Bá tước xứ Lincoln thì mối quan hệ giữa hai người sẽ tiến tới mức xa hơn. Không phản đối ý định theo đuổi từ Bá tước xứ Lincoln, Susan và Henry bắt đầu tiến vào giai đoạn tìm hiểu vào mùa xuân năm 1832. Henry dành bớt thời gian để gặp gỡ Susan cùng vợ chồng Công tước xứ Hamilton thay vì ở Oxford.
Quyết tâm lấy bằng tốt nghiệp hạng nhất trước khi kết hôn, Bá tước xứ Lincoln đến Cuddesdon vào tháng 7 để chuẩn bị cho kỳ thi. Tin chắc rằng bản thân và Susan có tình cảm với nhau, Henry đã nhờ cha thay mình đến gặp mặt Susan Euphemia Beckford, Công tước phu nhân xứ Hamilton. Công tước xứ Newcastle nhanh chóng gặp gỡ Công tước phu nhân và Susan tại dinh thự của nhà Hamilton ở Quảng trường Portman. Tại cuộc gặp, Susan bày tỏ sự ưng thuận với Bá tước xứ Lincoln và hai người dự kiến sẽ kết hôn ngay sau khi Henry lấy được bằng. Cuối tháng 8 cùng năm, nhà Hamilton nhận lời mời đến Clumber của Công tước xứ Newcastle để bàn về hôn nhân giữa Susan và Bá tước xứ Lincoln nhưng vẫn chưa thống nhất được vấn đề về thu nhập của Bá tước xứ Lincoln do Công tước xứ Newcastle đang ngập trong nợ nần. Cũng trong khoảng thời gian này, Bá tước xứ Lincoln được cân nhắc trở thành ứng cử viên cho vị trí Nghị sĩ Quốc hội xứ Nam Nottinghamshire trong đợt bầu cử tới. Ngày 2 tháng 9, sau khi cân nhắc kỹ càng, Bá tước xứ Lincoln quyết định tham gia ứng cử và do đó, thay vì quyết tâm lấy bằng tốt nghiệp hạng nhất, ngày 11 tháng 9, Bá tước xứ Lincoln trở về Cuddesdon đề tiếp tục việc học nhưng với ý định là sẽ tốt nghiệp với bằng hạng thường.
Công tước xứ Hamilton đã viết thư gửi cho Công tước xứ Newcastle bày tỏ sự quan tâm đến việc vận động tranh cử của con rể tương lai và sau đó là một bức thư khác để chúc mừng, nhưng mục đính chính của Công tước xứ Hamilton là thúc giục Công tước xứ Newcastle mau chóng dàn xếp vấn đề tài chính của cuộc hôn nhân giữa Susan và Bá tước xứ Lincoln. Sau cùng, Công tước xứ Newcastle cũng đồng thuận về những điều khoản liên quan đén khoản chi tiêu cá nhân của Susan, khoản tiền chung và chu cấp cho các người con thứ. Việc dàn xếp thỏa thuận hôn nhân được hoàn tất đúng lúc để đám cưới được tổ chức vào tháng 11.
Sau khi lễ cưới bị dời lại một ngày do nhận được tin William Hamilton, Hầu tước xứ Douglas và Clydesdale bị bệnh đậu mùa, Susan Hamilton kết hôn với Henry Pelham-Clinton, Bá tước xứ Lincoln vào ngày 27 tháng 11 năm 1832 tại Cung điện Hamilton, Lanarkshire. Lễ cưới được cử hành trước tiên theo nghi thức của Giáo hội Anh, sau đó là bởi giáo sĩ người Scotland. Sau khi kết hôn, Susan được biết đến với tước hiệu nhã xưng là Bá tước phu nhân xứ Lincoln.

## Đời sống hôn nhân

### Khoảng thời gian đầu sau kết hôn
Khoảng thời gian mới kết hôn, Susan và chồng rất hạnh phúc. Ngày 7 tháng 12 năm 1832, Công tước xứ Newcastle và Công tước xứ Hamilton đã đến thăm vợ chồng Susan tại Wishaw. Tại đó, Công tước xứ Newcastle đã rất hài lòng trước sự "tôn trọng, yêu mến và tin tưởng nhưng không thân mật quá khích đến mức khó chịu" của hai vợ chồng. Thế nhưng, sau khi hạ sinh hai người con đầu tiên là Henry và Edward, cuộc hôn nhân giữa hai người bắt đầu xấu đi và Susan cáo buộc Bá tước xứ Lincoln đã buộc mình phải quan hệ quá sớm sau khi sinh nở chưa bao lâu. Ngày 31 tháng 1 năm 1837, một người hầu của Susan là Quý cô Pratchett đã đưa cho Lincoln một lá thư tình mà bản thân tìm thấy trong phòng của Susan, một bằng chứng cho sự không chung thủy của Susan. Lá thư được ghi là gửi đến "Thiên Thần Của Tôi" và có dòng chữ rằng: "Em sợ rằng chị sẽ không bao giờ là của em—xung quanh ta là những con người lạnh lùng" và ám chỉ rằng Henry Pelham-Clinton, Bá tước xứ Lincoln, chồng của Susan là người chồng vô tâm. Bá tước xứ Lincoln nhanh chóng xác định rằng em trai mình là Lord William là người viết bức thư. Từ nội dung của lá thư, có thể thấy rằng mối quan hệ giữa Susn và em chồng không hề trong sáng. Bị chồng chất vấn về lá thư, Susan từ chối trả lời và nhanh chóng ngất đi và bị co giật đến mức không thể rời giường. Bá tước xứ Lincoln đã thưa chuyện này với cha và có quyết định rằng Susan sẽ sống ẩn một thời gian và Lincoln sẽ không gặp hay nói chuyện với vợ cho đến kỳ nghỉ họp của Nghị viện vào Lễ Phục Sinh, khi đó Henry sẽ gặp vợ để nói về hành động của Susan và cùng nhau tìm cách hòa giải. Lord William, em trai của Henry được cha quyết định đưa đến Đông Sheen với Thompson, một thân tín của ngài Công tước xứ Newcastle và là gia sư cũ của Henry để học về các tác phẩm tôn giáo và nghiền ngẫm lại tội lỗi của mình.
Cũng trong năm 1837, Susan được cha mẹ đưa đến Paris để chữa bệnh. Ngày Thứ Sáu Tuần Thánh, tức 24 tháng 3 năm 1837, trong lúc cận kề cái chết, Susan hòa giải với chồng. Khi cơn nguy kịch qua đi, Henry tiếp tục ở bên vợ trong một tháng cho đến khi các bác sĩ và Công tước xứ Hamilton ngăn cấm Lincoln đến gần vợ để Susan dưỡng bệnh. Đầu tháng 7, Henry trở lại Paris với hy vọng được gặp lại Susan, thế nhưng các bác sĩ vẫn ngăn cản Lincoln và dường như Susan không muốn gặp chồng. Ngày 10 tháng 7, bất chấp lời khuyên của các bác sĩ, Susan muốn gặp chồng. Henry lập tức đến bên vợ và cả hai hòa giải. Susan hứa rằng bản thân sẽ hành xử tốt hơn và Henry chấp nhận lời hứa của vợ cũng như bỏ qua lỗi lầm của Susan. Tuy nhiên, không bao lâu sau khi trở về Paris, mối quan hệ giữa hai vợ chồng xấu đi. Henry thường xuyên khiển trách vợ, khiến tình trạng tinh thần của Susan vốn chưa bình phục trở nên tệ đi. Susan lúc này chỉ muốn thoát khỏi người chồng thiếu bao dung, nhạt nhẽo và phán xét, người chồng đã trói buộc mình vào cuộc hôn nhân đáng ghét này.

### Những năm kế tiếp
Mối quan hệ giữa Susan và chồng về cơ bản rất mong manh. Tháng 3 năm 1838, Susan đến Leamington để cải thiện sức khỏe, còn Henry ở lại Luân Đôn để tham dự Nghị viện. Bá tước xứ Lincoln đã chia sẻ với mẹ vợ rằng "những lá thứ ấm áp và tình cảm" của Susan là niềm an ủi lớn cho bản thân: "Em ấy là người tuyệt vời và tử tế nhất trong những người vợ và cách em ấy chăm lo cho con của chúng con thật đáng ngưỡng mộ làm sao." Thế nhưng, Công tước phu nhân xứ Hamilton đã nói với con rể rằng những lá thư Susan viết cho chồng "thật khó mà tưởng tượng được khi mà so với những lá thư con bé viết cho cha mẹ khi nói về chồng con bé!" Trong một lá thư gửi mẹ, Susan đã viết rằng:
| “ | You must know that when once the flame of love is extinguished it is rarely to be kindled once more. I did love tenderly, & would have done all, & did do every thing in my power to please, tho' God knows I respect, I cannot love. There are words, looks, & impressions which none but me can have seen, which I never would, & which I never shall name. | ” |

| “ | Mẹ phải biết rằng khi ngọn lửa tình yêu đã vụt tắt, nó khó có thể được thắp lên lần nữa. Con đã yêu chân thành, và sẽ làm tất cả, và đã làm mọi thứ trong khả năng để làm đẹp lòng chàng, nhưng Chúa biết rằng con có thể tôn trọng, nhưng không thể yêu chàng nữa. Có những lời nói, ánh nhìn và cảm nghĩ mà không ai ngoại trừ con có thể thấy, mà con không bao giờ muốn và sẽ không bao giờ gọi tên chúng. | ” |

Sau khi Susan trở về, Bá tước xứ Lincoln thuê một căn nhà ở Kew, có thể là dùng để tách biệt vợ. Hành động này khiến tâm trí Susan thêm tệ hơn và vào tháng 7 năm 1838, Lincoln trở nên tuyệt vọng và thảo luận với cha về việc ly thân. Công tước xứ Newcastle khuyên con trai nên kiên nhẫn và bao dung và viết thư gửi con dâu với tâm thế thúc giục Susan tìm đến tôn giáo như một giải pháp cho tinh thần của mình. Tháng 8 năm 1838, hai vợ chồng cùng các con thực hiện chuyến du lịch quanh lục địa. Cả gia đình đã đi qua Bỉ, Đức và Bắc Ý trước khi đến Roma vào mùa đông. Susan và các con chịu đựng khá tốt sự khắc nghiệt của chuyến đi và Lincoln cảm thấy chuyến đi rất thú vị. Tháng 3 năm sau, cả gia đình trở về Anh và một tháng sau đó, Susan hạ sinh một người con gái, đứa trẻ được đặt tên là Susan Charlotte Catherine Pelham-Clinton.

### Căng thẳng leo thang

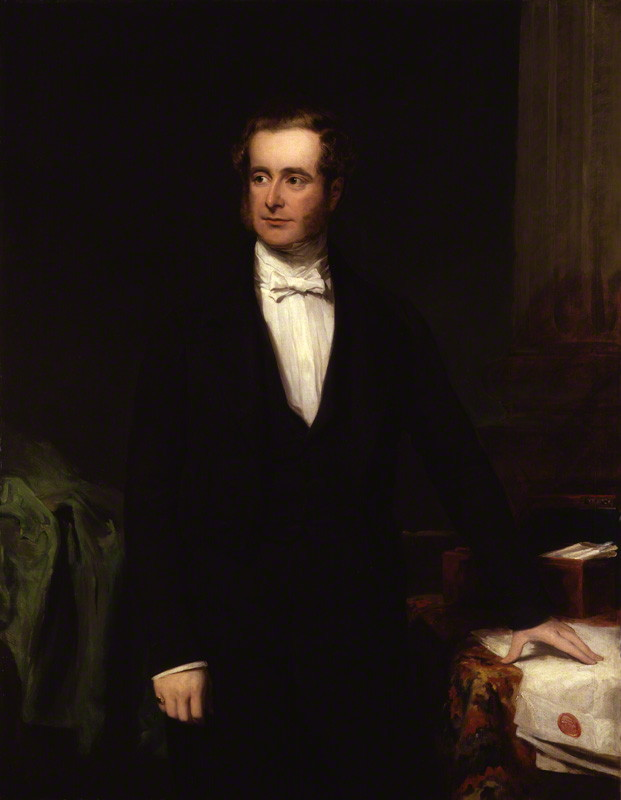
Henry Pelham-Clinton, Công tước thứ 5 xứ Newcastle, người chồng đầu tiên của Susan Hamilton.

Năm 1841, cuộc hôn nhân giữa Susan và Henry ngày càng tệ hơn. Susan đã nhiều lần khiến chồng phật ý bởi những hành động mà Henry "chỉ có thể cho rằng đó là một kế hoạch hoàn chỉnh nhằm gây băng hoại về mặt đạo đức." Mỗi lần như vậy, Susan lại khiến chồng bỏ qua cho những lần "buông thả" của mình. Dù thế, vào ngày 14 tháng 12, Bá tước xứ Lincoln đã thưa với cha rằng Susan đã có tình nhân mới và quyết định ly thân. Đau khổ vì tin dữ, Công tước xứ Newcastle đã thuyết phục con trai hoãn việc ly thân để bản thân có thể nói chuyện với con dâu. Được con trai đồng ý, ngày 21 tháng 12, Công tước xứ Newcastle đến Ranby Hall, nơi Susan đang ở cùng bốn đứa con. Bất chấp nỗ lực của ngài Công tước, Susan đã thú nhận rằng bản thân coi chồng là nỗi kinh hoàng và không thể nào dành tình yêu cho Lincoln. Susan còn bày tỏ rằng bản thân khao khát được giải thoát khỏi chồng bằng mọi giá, kể cả khi điều đó có nghĩa là Susan phải rời bỏ gia đình và con cái cũng như đánh mất địa vị xã hội. Lời thú nhận của Susan khiến Công tước xứ Newcastle kinh ngạc và đi đến kết luận rằng việc có gắng gắn kết hai con người quá khác biệt nhau dường như là không thể. Ngài Công tước cũng viết trong những ký của mình rằng:
| “ | It pained me to the soul to think that such a creature as was there before me, so beautiful, so fascinating, so intellectual—could deliberately make such confessions as she announced to me. Besides how such a person who is really a good & amentive mother could almost unmoved contemplate an eternal separation from 4 of the most lovely and loveable children I ever beheld—or that such a one who values positive & is ambitious of moving in the very first place should forgo & sacrifice all the advantages which her present situation gives her, and sink into a degraded outcast of society... merely to indulge in a sinful propensity. | ” |

| “ | Tôi đau khổ đến tận tâm can khi nghĩ rằng người phụ nữ đứng trước tôi đây, vô cùng xinh đẹp, vô cùng lôi cuốn, vô cùng thông tuệ—có thể thốt ra lời thú nhận như thế trước mặt tôi. Bên cạnh đó, làm thế nào một người vốn là một người mẹ tốt và tận tâm như thế có thể vô cảm mà nghĩ đến việc xa lìa 4 đứa trẻ xinh đẹp và đáng yêu nhất mà tôi từng bế trên tay—hay một người vốn coi trọng địa vị và luôn tham vọng được đứng ở vị trí đầu tiên có thể từ bỏ và hy sinh những lợi ích mà địa vị hiện tại đã mang lại cho mình, và chấp nhận bị xã hội ruồng bỏ... chỉ để sa vào khuynh hướng tội lỗi. | ” |

Với sự thất bại trong việc hòa giải của Công tước xứ Newcastle, Bá tước xứ Lincoln đã tập hợp hai luật sư và đe dọa sẽ tiến hành các thủ tục pháp lý để được toàn quyền nuôi con và công khai hết những mối tình vụng trộm của Susan trừ khi Công tước hoặc Công tước phu nhân xứ Hamilton viết một lá thư tuyên bố Henry không liên can gì đến tình cảnh hôn nhân khốn khổ của Susan và mình. Lời đe dọa của Henry có hiệu quả và vào tháng 1 năm 1842, Susan đã để cầu xin sự tha thứ của chồng, và sau khi đã tham khảo ý kiến của Sir Robert Peel, Lincoln đã chấp nhận bỏ qua cho vợ. Tuy nhiên không lâu sau đó, Susan khiến chồng tức giận khi đề nghệ trì hoãn việc sống chung trở lại. Công tước xứ Newcastle đã ghi trong nhật ký rằng: "Một người nhà Hamilton dường như khác biệt so với những người khác... Ba mẹ của con bé chính là lời nguyền của nó."
Giữa tháng 2 năm 1842, Susan đến Clumber cùng các con và vào đầu tháng 4, Susan tái hợp với chồng ở Luân Đôn tại số 14 Carlton House Terrace. Thế nhưng, Lincoln lại lạnh nhạt với vợ và để Susan tự suy ngẫm về những hành vi sai trái trước kia của mình trong khi đó Henry chuyên tâm thực hiện các nhiệm vụ chính thức và tham dự Quốc hội. Susan sau đó lại nhanh chóng đã phạm phải sai lầm cũ tại một vũ hội sau khi trở về Luân Đôn. Bá tước xứ Lincoln đã có được một lá thư tình vốn gửi cho Susan. Henry yêu cầu lời giải thích từ Susan và giam cầm vợ trong nhà cho đến khi có được lời giải thích. Cho đến cuối tháng 5, Susan không còn ăn tối cùng chồng và các con và mức độ cô lập Susan gia tăng khi bệnh tình của Susan trở nên nặng hơn. Cho đến giữa tháng 8, hai vợ chồng vẫn sống tách biệt dù cùng chung một mái nhà. Hai vợ chồng không gặp gỡ và chỉ giao tiếp thông qua những lời nhắn được gửi qua trung gian là các gia nhân.
Cách đối xử khắc nghiệt đối với Susan của Bá tước xứ Lincoln đã chọc giận gia đình Hamilton. Nhận ra con gái sẽ không thể sống hòa hợp với chồng, cuối tháng 5, Công tước xứ Hamilton, "Hóa thân của Quỷ dữ của Gia đình Hamilton"—theo Lincoln nhận định, đã đề nghị một cuôc ly thân ôn hòa nhằm giải thoát cho con gái và thúc ép Công tước xứ Newcastle tham gia dàn xếp một thỏa thuận gia đình để giảm thiểu tổn thương cho các bên và tránh gặp phải "sự chỉ trích công khai".
Đồng ý thăm con dâu, ngày 14 tháng 6 năm 1842, tại Carlton House Terrace, Công tước xứ Newcastle bắt gặp Susan trong cảnh bị dày vò bởi những cơn co thắt và ngất xỉu và buộc phải trở lại vào ngày hôm sau để có thể nghiêm túc nói chuyện với con dâu. Thế nhưng câu trả lời của Susan, theo Newcastle ghi vào nhật ký, vẫn như trước kia:
| “ | ...she cannot live with Lincoln. I say that is her own fault & not his. In short I see so dogged a determination to persist in error & evil that there is no hope whatsoever of reform & consequent reconciliation. I now give up the case with deep sorrow that Lincoln should have ever had the misfortune to be united to such a woman. | ” |

| “ | ...con bé không thể sống với Lincoln. Tôi đã nói rằng đó là lỗi của con bé chứ không phải của chồng con bé. Nói một cách ngắn gọn, tôi thấy rằng việc cố gắng kiên trì chịu đựng những sai lầm và cái ác không dẫn đến bất kỳ hy vọng nào cho sự thay đổi hay hòa giải nào sau đó. Tôi đã bỏ cuộc với trường hợp này với nỗi sầu khổ rằng Lincoln thật bất hạnh khi phải sống chung với một người phụ nữ như vậy. | ” |

Sau cuộc đối thoại với con dâu, Công tước xứ Newcastle tin rằng một cuộc ly thân hợp pháp sẽ tốt cho con trai trên cả phương diện cá nhân và xã hội và thuyết phục con trai đồng ý. Tuy nhiên, Bá tước xứ Lincoln phản đối việc này. Trong những tuần kế tiếp, Lincoln không gặp vợ cũng như không cho phép Susan ra khỏi nhà. Tình hình trở nên quá sức chịu đựng đối với Susan và Susan đã viết một bức thư chỉ trích chồng và tuyên bố rằng cần phải tạm ở nơi khác để hồi phục sức khỏe. Thế nhưng, Henry nhấn mạnh rằng điều Susan cần là thay đổi chính bản thân. Cuộc đối thoại gay gắt giữa hai người kéo dài hơn một tháng và Susan đã nhờ cậy sự giúp đỡ từ cha mẹ nhưng thất bại. Ngày 19 tháng 7, bất chấp lệnh cấm của chồng, Susan tuyên bố sẽ đến Angelsea Ville để tận hưởng những lợi ích của việc tắm biển và nhận được điều trị y tế tốt, Henry ngay lập tức cảnh báo vợ rằng nếu Susan đi thì sẽ không trở lại và sẽ không được gặp lại các con nữa vì đã bỏ trốn để có thể thỏa mãn nhưng đam mê xấu xa của mình. Bất chấp lời cảnh báo, ngày 19 tháng 8, cảm thấy can đảm hơn bao giờ hết, Susan rời khỏi Carlton Terrace để đến Angelsea Ville. Cùng ngày hôm đó, Lincoln đã viết thư gửi cha vợ rằng Susan đã đi đến vùng ven biển để được ở bên người tình. Công tước xứ Hamilton đã kịch liệt phủ nhận cáo buộc này.
Mặc dù chuyện gia đình đã trở thành chủ đề bàn tán, Lincoln vẫn tiếp tục ly thân và từ chối cho vợ gặp hay liên lạc với các con cho đến khi Susan có thể đưa ra lời giải thích cho những hành vi sai trái của bản thân và lời hứa sẽ hành xử mẫu mực thay vì những lời hứa lặp đi lặp lại rằng sẽ trở về với chồng con ngay khi sức khỏe cho phép của Susan. Tuy đau khổ khi nghe về bệnh lý của Susan, Lincoln cho rằng bệnh tật không phải là lý do chính đáng để Susan rời bỏ chồng. Mặt khác, Henry cũng tức giận với Susan cùng gia đình và bạn bè của vợ vì liên tục bóng gió rằng Lincoln là người chồng tệ. Dù ghê tởm trước hành động của nhà Hamilton, nhưng Công tước xứ Newcastle lại không can dự vào. Thế nhưng các chị em của Lincoln lại lên tiếng bênh vực cho người anh em của mình và tuyên bố rằng Susan đang sống bên một sĩ quan. Công tước xứ Hamilton, tuy yêu thương con gái, nhưng lo ngại rằng bất kỳ bê bối nào của gia đình có thể ảnh hưởng đến việc đính hôn của con trai William Hamilton và Đại Công nữ Marie Amelie xứ Baden, Công tước khuyên con gái trở về với chồng con. Susa lúc này cũng sẵn sàng trở về với chồng con nhưng kèm theo với một vài điều kiện. Ngày 30 tháng 11, Susan viết thư gửi chồng rằng mình sẽ trở về "tại thời điểm và nơi chốn mà thuận tiện cho anh cũng như phù hợp với thể trạng yếu ớt của em,... và em mong rằng anh sẽ tránh đưa ra bất kỳ điều lệ nào, chân thành không đưa ra bất kỳ lời trách móc, chỉ trích, nhắc lại chuyện cũ và hãy tha thứ vì tất cả chúng ta đều mong được tha thứ. Henry đã rất tức giận với lá thư này và nghe theo lời khuyên của bạn, cũng như không có đủ bằng chứng về việc ngoại tình của Susan, Henry đã viết thư hồi đáp rằng bản thân sẽ không cho phép một người mẹ như Susan trở về khi Susan đã coi thường bổn phận làm vợ của mình. Thế nhưng, theo Madge Orde, một người họ hàng của Susan, lời nói đầu tiên của Susan khi đọc lá thư là "Tạ ơn Chúa vì đó là lời từ chối" và thú nhận là bản thân cảm thấy việc trở về với Lincoln là một điều khủng khiếp.
Đầu năm 1843, Susan trở về với cha mẹ nhân dịp lễ cưới của em trai vào tháng 2 tại Mannheim. Nhà Hamilton tiếp tục khẳng định sự vô tội của con gái và quy trách nhiệm cho Henry là người khiến cho hôn nhân đổ vỡ. Cùng với mẹ, Susan tham dự các buổi đón tiếp, hòa nhạc, vũ hội và opera. Tháng 7 cùng năm, Henry nhận được lá thư từ luật sư nhà Hamilton rằng nhà Hamilton sẽ liên hệ tòa án Chancery để giành quyền chăm sóc hai người con út và quyền tự do gặp mặt hai người con lớn của Susan, nhưng Henry cho rằng đó chỉ là trò lừa bịp. Vài ngày sau đó, Henry kể lại với cha rằng Susan đã đi dự một vũ hội ở Cung điện Buckingham và một bữa tiệc do Margaret Shaw-Stewart, Công tước phu nhân xứ Somerset tổ chức nhằm vinh danh Susan. Theo Henry nhận định, những việc này không mang lại ích lợi gì cho nhà Hamilton.

### Tạm thời hòa giải
Tháng 9 năm 1844, Susan gửi thư cho Bá tước xứ Lincoln để hỏi thăm về sức khỏe của con trai Arthur và cầu xin chồng cho phép mình đến bên cạnh con trai. Không thể viết thư do đau đớn bởi căn bệnh gút, Henry đã nhờ Dr. Gaidnner viết thư báo rằng Arthur đã bình phục. Ngày hôm sau, Henry đến Ryde trên Đảo Wight. Tại đó, Henry nhận được một là thư khác từ Susan rằng:
| “ | I really believe I should have been on my road to the Isle of Wight if illness had not confined me to my room. Lincoln could I be of any use or comfort to you during yr. sufferings? If so bid me come and I shall be ready. | ” |

| “ | Em tin rằng lẽ ra em nên lên đường đến Đảo Wight nếu như cơn đau ốm không giam em trong phòng. Lincoln à liệu em có thể xoa dịu anh khi con trai chúng ta đang ốm bệnh không? Hãy nói và em sẽ sẵn sàng. | ” |

Henry rất kinh ngạc trước nội dung của bức thư mà vợ viết. Trong lá thư hồi đáp, Henry đã tỏ rõ rằng bản thân không thể đón nhận Susan trừ khi Susan thật sự thay đổi và sẵn lòng thực hiện bổn phận của mình trong tương lai. Những điều kiện khắt khe của Henry được Susan đồng ý ngay lập tức. Susan nhanh chóng đến Ryde và cầu xin sự tha thứ của chồng. Theo Henry nhận định, sự thay đổi của Susan là nhờ lời khuyên bảo của anh trai và chị dâu của Susan, tức Hầu tước xứ Douglas và Marie Amelie xứ Baden cũng như sự lo lắng từ cha mẹ của Susan trong việc xử lý vấn đề của con gái. Mặc dù nghĩ đến việc đón nhận Susan có thể gây tổn hại đến danh tiếng và vị thế của mình, nhưng Bá tước xứ Lincoln vẫn quyết tâm đón vợ về: "Con hy vọng vào những điều tốt đẹp nhất. Đó là những gì mà con có thể nói bây giờ. Dù sao đi nữa (kể cả khi phải trả giá bằng sự khốn khổ), con không bao giờ hối hận khi đã hành xử bao dung với vợ của mình." Trong khi đó, Công tước xứ Newcastle không còn có thể chấp nhận Susan là vợ của con trai được nữa cũng như không cho phép các con gái nói chuyện với Susan.
Theo Sir Robert Peel, một người bạn của Henry, cho rằng Henry đã hành động khôn ngoan. Một người bạn khác là William Gladstone, trong một lần dùng bữa với vợ chồng Lincoln vào cuối tháng 10, đã rất hài lòng khi thấy hai vợ chồng vui vẻ với nhau. Julia Floyd, vợ của Robert Peel và Catherine Glynne, vợ của William Gladstone, cũng đón nhận Susan trở về vòng tròn bạn bè của họ. Trong hai năm tiếp theo, hai vợ chồng không gặp rắc rối nào liên quan đến hôn nhân. Susan hài lòng khi được đón nhận trở lại xã hội và triều đình. Tháng 12 năm 1845, Susan hạ sinh người con thứ năm, đứa trẻ được đặt tên là Albert và được đỡ đầu bởi Albrecht xứ Sachsen-Coburg và Gotha, chồng của Victoria của Anh. Khi hai vợ chồng xa nhau, Susan viết cho chồng những lá thư tình cảm.

## Bỏ trốn và bê bối

### Bỏ trốn đến Baden
Tưởng chừng những vấn đề hôn nhân giữa hai vợ chồng đã được giải quyết, nhưng cho đến mùa hè năm 1847, những lời hứa hẹn của Susan dường như chỉ tựa như làn gió thoáng qua. Tháng 9 năm đó, Susan rời bỏ chồng và các con và chỉ trở lại vào đầu năm sau nhưng lại nhanh chóng rời đi. Cuối tháng 5, Susan trở lại theo yêu cầu của chồng, nhưng cơn nghiện cồn thuốc phiện và mối quan hệ nồng nhiệt với người tình mới đã thôi thúc Susan nắm lấy cơ hội đầu tiên để trốn thoát khỏi chồng của mình. Chiều ngày 2 tháng 8 năm 1848, Susan đưa hai con trai lớn đến nhà của cha ở Quảng trường Portman, giao hai con cho phó mẫu, sau đó một mình lên một chiếc xe ngựa hackney. Tối ngày hôm đó, khi trở về, Bá tước xứ Lincoln tìm thấy một tờ ghi chú của Susan rằng mình đã đi đến Đức để xin tư vấn của bác sĩ Chilius ở Heidelberg. Ngày 16 tháng 8, Lincoln nhận được lá thư của Susan rằng bản thân đã bình an đến Baden. Đây cũng chính là lá thư cuối cùng Henry nhận được từ Susan. Theo Henry, Susan hành động "như thể bản thân không làm gì sai hay lạ thường" và chắc rằng kế hoạch của Susan đã được dàn xếp cẩn thận. Henry cũng thề rằng sẽ không bao giờ cho phép Susan trở về.

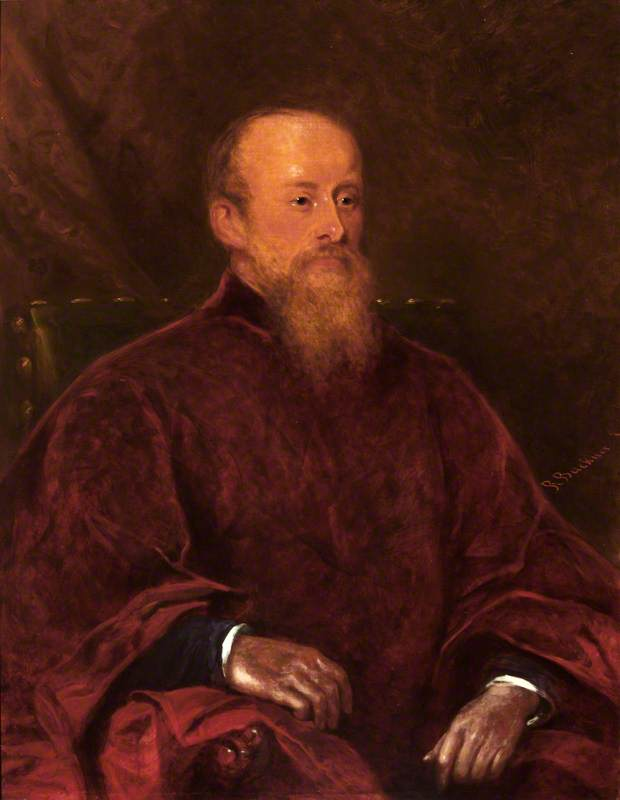
Horatio William Walpole, Bá tước thứ 4 xứ Orford, người tình của Susan. Horatio và Susan có với nhau một đứa con ngoài giá thú.

Lúc bấy giờ, Hầu tước xứ Douglas và vợ, Marie Amelie xứ Baden đang viếng thăm mẹ vợ của Hầu tước là Stéphanie de Beauharnais, Đại Công tước phu nhân xứ Baden. Khi biết rằng em gái đang ở Baden, William đã rất xấu hổ và dàn xếp đưa em gái đến một tiệm spa ở Ems nhanh nhất có thể. Trong thư gửi em rể, William đã bày tỏ sự "đau buồn tột độ và hoàn toàn kinh ngạc" trước "hành động lạ thường và tội lỗi" của Susan. Catherine Glynne đề nghị Henry thúc giục Susan hãy có một quý cô khác đồng hành cùng nhưng Henry cho rằng trường của Susan là không thể cứu chữa, nhưng không phản đối Catherine đề nghị chuyện này với Susan.
Cũng trong khoảng thời gian này, có tin đồn rằng lý do thực sự Susan đến Đức là để gặp Horatio Walpole, một tên lăng nhăng khét tiếng và xấu xa. Dù Susan bị cho là có hành vi không đúng đắn, nhưng nhiều người cho rằng bản tính quá trung thực và chính trực đến không khoan nhượng của Henry phần nào đó đã dẫn đến những hành vi của Susan. Cho đến cuối tháng 10, Henry ngày càng ít nghe ngóng được thông tin về Susan. Theo thông tin từ Lady Shaw Stewart, Susan vẫn chưa hề đánh mất "sự khéo léo và tài năng" trong việc tự lừa dối bản thân và người khác. Henry cũng thất vọng khi anh trai của vợ, tức Hầu tước xứ Douglas không thể tác động lên Susan.

### Đến Ý cùng tình nhân
Sau sáu tuần ở Ems cùng với Horatio Walpole, Susan lên đường tới Roma. Trước tiên, Susan di chuyển bằng một chiếc xe ngựa công cộng đến Wiesbaden, nơi người tình của Susan đã đến đó vài giờ trước. Đôi khi cùng nhau, đôi khi tách biệt, hai người cùng di chuyển từ Wiesbaden đến Genova. Tại Genova đôi tình nhân thuê một chiếc tàu hơi nước và đến Roma vào giữa tháng 11. Trong chuyến đi, đôi khi cả hai sẽ nhận nhau là họ hàng, đôi khia là anh em. Tuy vậy, đầu tháng 11, ở Torino, Susan đã viết một lá thư gửi cho Catherine Glynne rằng:
| “ | God bless you for doing me justice and contradicting the falsehoods spread about me. I may have acted rashly & imprudently (in a worldly point of view) in coming abroad for my health as I did, but my notion was pure and after all the years of suffering I had endured can you wonder that I (finding my health getting worse and worse) would wish to try any new treatment in order to gain health. | ” |

| “ | Chúa phù hộ chị vì đã lên tiếng bênh vực em và phản bác lại những lời cáo buộc xảo trá về em. Em đã hành động hấp tấp và thiếu thận trọng (theo quan điểm người đời) khi đã ra nước ngoài để chữa bệnh, nhưng ý định của em là trong sáng và sau bao nhiêu dày vò em phải chịu đựng, liệu chị có thắc mắc rằng em (cảm thấy sức khỏe của mình trở nên ngày càng tệ hơn) lại muốn thử một phương pháp điều trị mới để cải thiện sức khỏe. | ” |

Trước đó, khi thông báo ý định ở Roma vào mùa đông, Susan đã báo với cha rằng bản thân đang cố quên đi 14 năm qua và tránh nghĩ đến những điều đã tàn phá sức khỏe và tổn thương bản thân: "Mọi việc đã rồi. Con đã chọn sống lưu vong, cô đơn, ẩn dật, sự phỉ báng, hơn là sống với anh ta."
Tuy tình thế trở nên vô vọng, nhưng vợ chồng nhà Gladstone, đặc biệt là Catherine, vẫn nỗ lực cứu vãn cuộc hôn nhân của nhà Lincoln. Trong thư gửi "Suzy" (tên gọi khác của Susan), Catherine đã nài xin Susan hãy chấp nhận một nữ đồng hành để tránh tai tiếng. Catherine cũng liên hệ George Warren, Nam tước de Tabley thứ 2, một người bạn cũ của nhà Lincoln và Douglas, lúc bấy giờ đang ở với nhà Douglas cùng với vợ, nhằm thúc giục Hầu tước xứ Douglas cho em gái Susan đi cùng với một nữ đồng hành. Thế nhưng Hầu tước xứ Douglas chưa sẵn sàng nghe theo đề nghị và vợ chồng Công tước và Công tước phu nhân xứ Hamilton lại cảm thấy hài lòng với tình hình hiện tại. Trước tình hình này, Catherine đã gửi thư cho Susan theo địa chỉ mà Công tước phu nhân xứ Hamilton đưa cho. Catherine thúc giục Susan trở về hoặc chấp nhận đi cùng một nữ đồng hành. Vẫn tin tưởng và yêu quý Susan, Catherine không ti rằng Susan đã phạm tội ngoại tình, thế nhưng thư hồi đáp của Susan đã dấy lên nghi vấn khi Bá tước phu nhân xứ Lincoln từ chối nữ đồng hành và muốn ở một mình. Catherine lúc này nhấn mạnh rằng các con là chuyện rất quan trọng đối với Bá tước xứ Lincoln và Lincoln đang rất cần vợ. Catherine giờ đây tin rằng Susan không có lý do chính đáng khi rời đi đồng thời Susan cần phải hối lỗi và trở về với chồng.
Cuối tháng 11, Catharina de Salis-Soglio, Nam tước phu nhân de Tabley đã tiết lộ cho Catherine Glynne về tính chất thực sự của vụ việc của Susan và cảnh báo Catherine không nên cố gắng vượt quá tầm ảnh hưởng độc hại mà Horatio Walpole đã gây ra cho Susan, đồng thời bày tỏ sự cảm thông cho Henry. Tuy không còn nhiều nghi ngờ về tương lai của cuộc hôn nhân nhà Lincoln, nhưng vợ chồng Gladstone vẫn chưa buông bỏ hy vọng, và Henry vẫn vô cùng nhớ thương và yêu Susan, cầu nguyện rằng vợ chồng nhà Gladstone sẽ thành công đưa vợ trở về với mình. Henry đã chia sẻ với người bạn cũ Henry Manning, phó giám mục Chichester rằng:
| “ | I mourn for her even more than for myself. I know I am indifferent to the scoffs of men and the rebukes of friends when they see that I care for her still – and in one sense at least, that in which I believe forgiveness is enjoined, I have forgiven her already. | ” |

| “ | Tôi thương tiếc cho nàng hơn cả chính mình. Tôi biết rằng mình thờ ơ với những lời chế giễu của những người đàn ông khác cũng như những lời khiển trách của bạn bè khi họ biết rằng tôi vẫn còn quan tâm đến nàng – và ít nhất trên một khía cạnh nào đó, nếu tha thứ là điều bắt buộc, tôi đã tha thứ cho em ấy rồi. | ” |

### Hạ sinh con hoang
Đầu mùa hè năm 1849, tin tức về những hành vi sai trái của Susan đã đến nước Anh. Ngày 20 tháng 6 năm 1849, William Gladstone được thông tin về một "bằng chứng mới và vô cùng đau khổ" khiến William lần đầu tiên dấy lên nỗi sợ rằng Susan đã phạm phải "hành vi ngoại tình cuối cùng" William Gladstone nhanh chóng tìm Bá tước xứ Lincoln và Sir Robert Peel. Trong vài ngày tiếp theo, cả ba người quyết định cử một người bạn đến Ý, hoặc là để xác nhận tin đồn và chứng minh hành vi tội lỗi của Susan, hoặc là để dẫn đưa Susan trở về hay ở cùng với bạn bè để bảo toàn danh tiếng. Sau cùng, với sự ủng hộ của vợ, William Gladstone quyết định nhận việc này. Ngày 14 tháng 7, William vượt qua Eo biển Manche, mang theo bức thư của vợ nhằm gửi cho "Suzie Dấu Yêu", nài xin Susan hãy nghe lời khuyên bảo của William mà trở về với người chồng khốn khổ và các con của mình.
Việc làm của William Gladstone có phần khác thường so với tiêu chuẩn của thời Victoria, nhưng William vẫn sẵn sàng làm để có thể cứu Bá tước phu nhân xứ Lincoln và ngăn chặn những điều tôi tệ hơn. Sau khi tìm kiếm Susan thất bại với danh nghĩa Lady Lincoln, William nhận ra Susan dường như đã lấy tên là Mrs Laurence và đang cư trú ở Lake Como. Đến Como vào sáng ngày 31 tháng 7, William Gladstone xin được gặp Mrs Laurence, nhưng được bảo là bà Laurence quá đau ốm để gặp người khác. William sau đó hỏi rằng liệu có thể gặp Phu nhân Lincoln nhưng nhận được câu trả lời rằng không có ai tên như vậy. William sau đó đưa cho người hầu cận một tờ giấy nhỏ xin được gặp bà Laurence cùng lá thư của vợ với hy vọng rằng mong muốn được nghe ngóng về các con sẽ khiến Susan mở thư cũng như là sẽ nhận được thư hồi đáp của Susan. Nhưng sau mười phút, người hầu cận trả lại bức thư ở tình trạng chưa đọc, nói rằng không có Phu nhân Lincoln nào và bà Laurence không thể gặp William.
Tối ngày hôm đó, khi biết được những người trong biệt thự sắp rời đi, William Gladstone đã quay lại. Nhìn thấy bóng dáng một người phụ nữ đang bước vào xe ngựa, và dù rằng trời rất tối nhưng William tin rằng đó chính là Susan. William bèn nhón chân lên để nhìn kỹ vào bên trong khi chiếc xe chạy qua, nhưng tấm rèm đã được hạ xuống. Tối hôm đó, trong bức thư gửi vợ, William đã nhận định rằng bà Laurence "đã mang thai được một thời gian dài!" và rằng đó là "chiến thắng của sự quỷ quyệt cực độ lên một người phụ nữ được trao tặng những món quà quý hiếm nhất, và là sự tàn phá khủng khiếp đối với trái tim và gia đình và là sự báng bổ đến sự bí ẩn thiêng liêng của hôn nhân." Thất bại trong việc đưa Susan trở về, cũng như lo lắng cho vợ, William Gladstone quyết định trở về nhà vào ngày 2 tháng 8. Cùng ngày hôm đó, đúng một năm kể từ khi rời Luân Đôn, Susan đã hạ sinh một người con ngoài giá thú ở Khách sạn Torre de Londra. Đứa trẻ được đặt tên là Horatio.

## Ly hôn
Tuy chuyến đi của William Ewart Gladstone không mang lại kết quả như mong muốn, những việc làm của William dã cho thấy mọi nỗ lực hàn gắn cuộc hôn nhân của nhà Lincoln đã được thực hiện, như thế công chúng sẽ thương cảm và coi trọng Henry. Dù chấp nhận tiến hành thủ tục ly hôn, nhưng Henry vẫn vô cùng đau khổ và hy vọng rằng Susan sẽ hoán cải.
Cuối tháng 8 năm 1849, Công tước xứ Newcastle viết một lá thư dài cho luật sư của mình là William Henderson rằng William nên chỉ dẫn John Parkinson "sao cho sự ô nhục của Phu nhân Lincoln được tỏ tường cũng như được vạch trần hoàn toàn, và đứa bé ngoài giá thú đó sẽ không được đưa vào nhà tôi với tư cách là một đứa con hợp pháp và là một Clinton." Công tước xứ Newcastle cũng muốn loại bỏ quyền sử dụng phần tài sản chung từ phần lãnh địa Newcastle của Susan và đảm bảo quyền tái hôn của con trai. Vì Đạo luật Ly hôn không ảnh hưởng đến dàn xếp hôn nhân nên việc loại bỏ quyền sử dụng tài sản chung từ lãnh địa Newcastle của Susan cần được dàn xếp riêng giữa Công tước xứ Newcastle và Công tước xứ Hamilton. Vợ chồng nhà Hamilton và Douglas sẵn sàng hợp tác và cùng dàn xếp thủ tục ly hôn. Công tước xứ Hamilton đã chỉ thị cho Charles Rankin đại diện thay Susan cho các thủ tục cần thiết. Hamilton cũng đồng ý rằng con gái chỉ được hưởng thu nhập từ phần tài sản riêng của mình. Dù vậy, vợ chồng Công tước xứ Hamilton cũng đề cập với Công tước xứ Newcastle rằng cả Susan và Henry đều có lỗi trong việc khiến cho cuộc hôn nhân giữa hai người trở nên bất hạnh: "Trong câu chuyện đau buồn mà tất cả chúng ta đều có phần, đang ngày tệ hơn, và—tôi rất buồn khi nói rằng—chuyện của tụi nhỏ đang ngày càng được bàn tán bởi công chúng. Chúng ta thật khốn khổ. Công tước phu nhân đang tuyệt vọng, và ngài sẽ thông cảm cho chúng tôi như chúng tôi đang làm với ngài, trong thảm cảnh chung của cả gia đình—vì chúng ta đều lâm vào cảnh phiền muộn này."
Tiến trình ly hôn giữa Susan và Henry được tiến hành một cách chậm chạp và kéo dài sang năm sau. Sau cùng, cáo buộc về tội ngoại tình của Susan được chứng mình trước toàn tôn giáo và trước Thượng Nghị viện. Trong buổi lấy lời khai trước Thượng viện, câu chuyện về việc Susan bỏ trốn và sống cùng Horatio Walpole được thuật lại tường tận và John Parkinson xuất trình giấy chứng nhận rửa tội của một đứa bé nam sinh bởi Susan, tên là Horace và cha mẹ được ghi tên là Horace Walpole Laurence và Harriet. Raphael và Asman trình bày những chứng cứ mà họ thu thập được ở lục địa, William Gladstone thuật lại câu chuyện về chuyến đi thất bại ở Ý. Đầu tháng 5 năm 1840, khi Bá tước xứ Lincoln đang ở trên du thuyền, tòa án tôn giáo thông qua đơn ly hôn, và đơn ly hôn của Henry được đọc lên lần thứ hai vào cuối tháng. Henry không thưa kiện Horatio Walpole vì Horatio vẫn ở lục địa, nằm ngoài tầm với của luật pháp Anh. Luật sự đại diện cho Susan chấp nhận các dàn xếp, và với sự hợp tác từ phía gia đình của Susan, đơn ly hôn được thông qua. Ngày 14 tháng 8 năm 1850, Susan và Henry chính thức ly hôn thông qua Đạo luật Quốc hội. Lúc bấy giờ, Susan đang ở Ý và sử dụng lại dang xưng trước khi kết hôn là Lady Susan Hamilton. Bê bối ngoại tình của Susan là một trong những bê bối khét tiếng nhất của thời kỳ Victoria. Vụ việc này được bàn tán rộng rãi trên báo chí, trong vòng tròn xã hội Luân Đôn, trong thư từ của những nhân vật quan trọng.

## Cuộc sống sau này
Sau khi Susan ly hôn, Horatio Walpole cũng rời bỏ Susan và Susan giao phó đứa con trai Horatio cho các nữ tu người Ý chăm sóc. Ngày 2 tháng 1 năm 1860, Susan Hamilton tái hôn với Jean Alexis Opdebeck đến từ Bruxelles, con trai của một người nông dân. Lễ cưới của hai người được tái cử hành vào năm 1862 và theo Susan thì đây là một cuộc hôn nhân hạnh phúc. Bị xa lánh bởi xã hội Luân Đôn bởi những hành vi thiếu đạo đức, ngay cả với giới quý tộc vốn có quan điệm đạo đức ít gắt gao hơn, Susan chọn sống ở lục địa. Susan sống ở Paris một thời gian, trở về Anh vài lần vào thập niên 1880s và dành phần đời còn lại ở trong một căn nhà ở Keymer, gần Burgess Hill thuộc Sussex. Mặc dù nhận được khoản thu nhập từ gia đình Hamilton, nhưng Susan lại không dư dả về mặt tiền bạc (có tin đồn Jean Opdebeck là tay cờ bạc), theo William Gladstone, một trong những người được ủy thác tài sản thuộc lãnh địa Newcastle thì cháu nội của Susan, Henry Pelham-Clinton, Công tước thứ 7 xứ Newcastle đã cấp cho Susan khoản thu nhập 400 bảng Anh hằng năm.

## Ngoại hình và tính cách
Susan Hamilton được thừa hưởng ngoại hình và nét quyến rũ từ mẹ và bản tính ngọt ngào, hoạt bát ở Susan cũng góp phần khiến người khác bị thu hút bởi Susan. William Ewart Gladstone, thủ tướng Anh, từng nhận xét về Susan như sau: "một tạo vật tuyệt đẹp, quý giá như cả ngàn món quà, thật tươi sáng, thật dịu dàng, thật tinh tế, gần như không vướng chút vết nhơ dù là hậu duệ của Adam." Trong một bức thư gửi Alexander Hamilton, Công tước thứ 10 xứ Hamilton, Henry Pelham-Clinton, Công tước thứ 4 xứ Newcastle đã viết rằng con trai bị thu hút bởi lối hành xử "hoàn hảo, vui vẻ và tươi tắn" của Susan. Cũng chính ngài Công tước, sau buổi gặp mặt Công tước phu nhân xứ Hamilton và Susan thì đã không tiếc lời ngợi khen Susan rằng: "Con bé không phải là một người phụ nữ bình thường, và sở hữu một khối óc và sự tận tâm để có thể làm được bất kỳ điều gì bằng tất cả tài năng, tinh thần và sức lực mình có, nhưng vẫn có trong mình những nét duyên dáng nữ tính nhất━ một gương mặt và hình thể xinh đẹp, không hề thiếu tự nhiên, con bé là hình ảnh của khiếu hài hước và sự vui vẻ."
Được nuôi dưỡng trong bầu không khí tự do của gia đình và được chiều chuộng bởi hai người cha mẹ không tiếc lời khen ngợi con gái, Susan có nhu cầu muốn được ca tụng rất lớn. Ẩn dưới vẻ ngoài tao nhã và tinh tế của một quý cô nương tri thức là những đam mê và cảm xúc bất định và sự vô trách nhiệm, một tính cách mà Susan có lẽ được thừa hưởng từ ông ngoại William Thomas Beckford.

## Con cái
Susan Hamilton và Henry Pelham-Clinton, Công tước thứ 5 xứ Newcastle có năm người con:
- Henry Pelham-Clinton, Công tước thứ 6 xứ Newcastle-under-Lyne (25 tháng 1 năm 1834 – 22 tháng 2 năm 1879), kết hôn với Henrietta Adela Hope (11 tháng 4 năm 1843 – 8 tháng 5 năm 1913) vào ngày 11 tháng 2 năm 1861 và có năm người con.
- Edward William Pelham-Clinton (11 tháng 8 năm 1836 – 9 tháng 7 năm 1907), kết hôn với Matilda Jane Cradock-Hartopp (mất ngày 23 tháng 10 năm 1892) vào ngày 22 tháng 8 năm 1865.[55]
- Susan Charlotte Catherine Pelham-Clinton (7 tháng 4 năm 1839 – 6 tháng 9 năm 1875), kết hôn với Adolphus Vane-Tempest (2 tháng 7 năm 1825 – 11 tháng 6 năm 1864), con trai của Charles Stewart, Hầu tước thứ 3 xứ Londonderry và Frances Vane,[55] vào ngày 23 tháng 4 năm 1860. Susan là tình nhân của Edward VII của Anh khi Edward VII còn là Thân vương xứ Wales và có thông tin rằng Phu nhân Adolphus Vane-Tempest đã hạ sinh cho Edward một người con trai.[56][57]
- Arthur Pelham-Clinton (23 tháng 6 năm 1840 – 18 tháng 6 năm 1870) có khả năng qua đời do tự sát, sau khi bị buộc tội trong vụ Boulton và Park.[58][55]
- Albert Sidney Pelham-Clinton (22 tháng 12 năm 1845 – 1 tháng 3 năm 1884), kết hôn với Frances Evelyn Stotherd vào ngày 17 tháng 11 năm 1870;[55] hai người ly hôn vào năm 1877.

Susan có một người con ngoài giá thú với Horatio William Walpole, Bá tước thứ 4 xứ Orford cũng tên là Horatio Walpole, sinh ngày 2 tháng 8 năm 1849.

## Qua đời
Susan qua đời vào ngày 28 tháng 11 năm 1889 tại Burgess Hill. Jean Opdebeck là người thông báo về cái chết của vợ. Susan được chôn cất ở nghĩa trang Thánh John thuộc Burgess Hill. Tấm bia mộ của Susan có thể được cho dựng lên bởi Edward Pelham-Clinton, con trai thứ hai của Susan hoặc Horatio Walpole, người con ngoài giá thú của Susan.

## Tước hiệu và nhã xưng
- Ngày 9 tháng 6 năm 1814 – 16 tháng 2 năm 1819: The Honourable Susan Hamilton (Susan Hamilton Danh dự)
- Ngày 16 tháng 2 năm 1819 – 27 tháng 11 năm 1832: Lady Susan Hamilton (Công nương Susan Hamilton)
- Ngày 27 tháng 11 năm 1832 – 14 tháng 8 năm 1850: Countess of Lincoln (Bá tước phu nhân xứ Lincoln)
- Ngày 14 tháng 8 năm 1850 – 2 tháng 1 năm 1860: Lady Susan Hamilton (Công nương Susan Hamilton)
- Ngày 2 tháng 1 năm 1860 – 9 tháng 6 năm 1814: Lady Susan Opdebeck (Phu nhân Susan Opdebeck)[61]

## Tổ tiên
| \| \| \| \| \| \| \| \| \| \| \| \| \| \| 16. James Hamilton, Công tước thứ 4 xứ Hamilton \| \| \| \| \| \| \| \| \| \| \| \| \| \| \| \| \| \| \| \| \| \| \| \| \| \| \| \| \| \| \| \| \| \| \| \| \| \| \| \| \| \| \| \| \| \| \| \| \| \| \| \| \| \| \| \| \| \| \| \| 8. James Hamilton, Công tước thứ 5 xứ Hamilton \| \| \| \| \| \| \| \| \| \| \| \| \| \| \| \| \| \| \| \| \| \| \| \| \| \| \| \| \| \| \| \| \| \| \| \| \| \| \| \| \| \| \| \| \| \| \| \| \| \| \| \| \| \| \| \| \| \| \| \| \| \| \| \| \| \| \| \| \| \| \| \| 17. Elizabeth Gerard \| \| \| \| \| \| \| \| \| \| \| \| \| \| \| \| \| \| \| \| \| \| \| \| \| \| \| \| \| \| \| \| \| \| \| \| \| \| \| \| \| \| \| \| \| \| \| \| \| \| \| \| \| \| \| \| \| \| \| \| \| \| \| \| \| \| \| \| \| \| \| \| 4. Archibald Hamilton, Công tước thứ 9 xứ Hamilton \| \| \| \| \| \| \| \| \| \| \| \| \| \| \| \| \| \| \| \| \| \| \| \| \| \| \| \| \| \| \| \| \| \| \| \| \| \| \| \| \| \| \| \| \| \| \| \| \| \| \| \| \| \| \| \| \| \| \| \| \| \| \| \| \| \| \| \| \| \| \| \| 18. Edward Spencer \| \| \| \| \| \| \| \| \| \| \| \| \| \| \| \| \| \| \| \| \| \| \| \| \| \| \| \| \| \| \| \| \| \| \| \| \| \| \| \| \| \| \| \| \| \| \| \| \| \| \| \| \| \| \| \| \| \| \| \| \| \| \| \| \| \| \| \| \| \| \| \| 9. Anne Spencer \| \| \| \| \| \| \| \| \| \| \| \| \| \| \| \| \| \| \| \| \| \| \| \| \| \| \| \| \| \| \| \| \| \| \| \| \| \| \| \| \| \| \| \| \| \| \| \| \| \| \| \| \| \| \| \| \| \| \| \| \| \| \| \| \| \| \| \| \| \| \| \| 19. Anne Baker \| \| \| \| \| \| \| \| \| \| \| \| \| \| \| \| \| \| \| \| \| \| \| \| \| \| \| \| \| \| \| \| \| \| \| \| \| \| \| \| \| \| \| \| \| \| \| \| \| \| \| \| \| \| \| \| \| \| \| \| \| \| \| \| \| \| \| \| \| \| \| \| 2. Alexander Hamilton, Công tước thứ 10 xứ Hamilton \| \| \| \| \| \| \| \| \| \| \| \| \| \| \| \| \| \| \| \| \| \| \| \| \| \| \| \| \| \| \| \| \| \| \| \| \| \| \| \| \| \| \| \| \| \| \| \| \| \| \| \| \| \| \| \| \| \| \| \| \| \| \| \| \| \| \| \| \| \| \| \| 20. James Stewart, Bá tước thứ 5 xứ Galloway \| \| \| \| \| \| \| \| \| \| \| \| \| \| \| \| \| \| \| \| \| \| \| \| \| \| \| \| \| \| \| \| \| \| \| \| \| \| \| \| \| \| \| \| \| \| \| \| \| \| \| \| \| \| \| \| \| \| \| \| \| \| \| \| \| \| \| \| \| \| \| \| 10. Alexander Stewart, Bá tước thứ 6 xứ Galloway \| \| \| \| \| \| \| \| \| \| \| \| \| \| \| \| \| \| \| \| \| \| \| \| \| \| \| \| \| \| \| \| \| \| \| \| \| \| \| \| \| \| \| \| \| \| \| \| \| \| \| \| \| \| \| \| \| \| \| \| \| \| \| \| \| \| \| \| \| \| \| \| 21. Catherine Montgomerie \| \| \| \| \| \| \| \| \| \| \| \| \| \| \| \| \| \| \| \| \| \| \| \| \| \| \| \| \| \| \| \| \| \| \| \| \| \| \| \| \| \| \| \| \| \| \| \| \| \| \| \| \| \| \| \| \| \| \| \| \| \| \| \| \| \| \| \| \| \| \| \| 5. Harriet Stewart \| \| \| \| \| \| \| \| \| \| \| \| \| \| \| \| \| \| \| \| \| \| \| \| \| \| \| \| \| \| \| \| \| \| \| \| \| \| \| \| \| \| \| \| \| \| \| \| \| \| \| \| \| \| \| \| \| \| \| \| \| \| \| \| \| \| \| \| \| \| \| \| 22. John Cochrane, Bá tước thứ 4 xứ Dundonald \| \| \| \| \| \| \| \| \| \| \| \| \| \| \| \| \| \| \| \| \| \| \| \| \| \| \| \| \| \| \| \| \| \| \| \| \| \| \| \| \| \| \| \| \| \| \| \| \| \| \| \| \| \| \| \| \| \| \| \| \| \| \| \| \| \| \| \| \| \| \| \| 11. Catherine Cochrane \| \| \| \| \| \| \| \| \| \| \| \| \| \| \| \| \| \| \| \| \| \| \| \| \| \| \| \| \| \| \| \| \| \| \| \| \| \| \| \| \| \| \| \| \| \| \| \| \| \| \| \| \| \| \| \| \| \| \| \| \| \| \| \| \| \| \| \| \| \| \| \| 23. Anne Murray \| \| \| \| \| \| \| \| \| \| \| \| \| \| \| \| \| \| \| \| \| \| \| \| \| \| \| \| \| \| \| \| \| \| \| \| \| \| \| \| \| \| \| \| \| \| \| \| \| \| \| \| \| \| \| \| \| \| \| \| \| \| \| \| \| \| \| \| \| \| \| \| 1. Susan Hamilton \| \| \| \| \| \| \| \| \| \| \| \| \| \| \| \| \| \| \| \| \| \| \| \| \| \| \| \| \| \| \| \| \| \| \| \| \| \| \| \| \| \| \| \| \| \| \| \| \| \| \| \| \| \| \| \| \| \| \| \| \| \| \| \| \| \| \| \| \| \| \| \| 24. Peter Beckford \| \| \| \| \| \| \| \| \| \| \| \| \| \| \| \| \| \| \| \| \| \| \| \| \| \| \| \| \| \| \| \| \| \| \| \| \| \| \| \| \| \| \| \| \| \| \| \| \| \| \| \| \| \| \| \| \| \| \| \| \| \| \| \| \| \| \| \| \| \| \| \| 12. William Beckford \| \| \| \| \| \| \| \| \| \| \| \| \| \| \| \| \| \| \| \| \| \| \| \| \| \| \| \| \| \| \| \| \| \| \| \| \| \| \| \| \| \| \| \| \| \| \| \| \| \| \| \| \| \| \| \| \| \| \| \| \| \| \| \| \| \| \| \| \| \| \| \| 25. Bathshua Hering \| \| \| \| \| \| \| \| \| \| \| \| \| \| \| \| \| \| \| \| \| \| \| \| \| \| \| \| \| \| \| \| \| \| \| \| \| \| \| \| \| \| \| \| \| \| \| \| \| \| \| \| \| \| \| \| \| \| \| \| \| \| \| \| \| \| \| \| \| \| \| \| 6. William Thomas Beckford \| \| \| \| \| \| \| \| \| \| \| \| \| \| \| \| \| \| \| \| \| \| \| \| \| \| \| \| \| \| \| \| \| \| \| \| \| \| \| \| \| \| \| \| \| \| \| \| \| \| \| \| \| \| \| \| \| \| \| \| \| \| \| \| \| \| \| \| \| \| \| \| 26. George Hamilton \| \| \| \| \| \| \| \| \| \| \| \| \| \| \| \| \| \| \| \| \| \| \| \| \| \| \| \| \| \| \| \| \| \| \| \| \| \| \| \| \| \| \| \| \| \| \| \| \| \| \| \| \| \| \| \| \| \| \| \| \| \| \| \| \| \| \| \| \| \| \| \| 13. Maria Hamilton \| \| \| \| \| \| \| \| \| \| \| \| \| \| \| \| \| \| \| \| \| \| \| \| \| \| \| \| \| \| \| \| \| \| \| \| \| \| \| \| \| \| \| \| \| \| \| \| \| \| \| \| \| \| \| \| \| \| \| \| \| \| \| \| \| \| \| \| \| \| \| \| 27. Bridget Coward \| \| \| \| \| \| \| \| \| \| \| \| \| \| \| \| \| \| \| \| \| \| \| \| \| \| \| \| \| \| \| \| \| \| \| \| \| \| \| \| \| \| \| \| \| \| \| \| \| \| \| \| \| \| \| \| \| \| \| \| \| \| \| \| \| \| \| \| \| \| \| \| 3. Susan Euphemia Beckford \| \| \| \| \| \| \| \| \| \| \| \| \| \| \| \| \| \| \| \| \| \| \| \| \| \| \| \| \| \| \| \| \| \| \| \| \| \| \| \| \| \| \| \| \| \| \| \| \| \| \| \| \| \| \| \| \| \| \| \| \| \| \| \| \| \| \| \| \| \| \| \| 28. John Gordon, Bá tước thứ 3 xứ Aboyne \| \| \| \| \| \| \| \| \| \| \| \| \| \| \| \| \| \| \| \| \| \| \| \| \| \| \| \| \| \| \| \| \| \| \| \| \| \| \| \| \| \| \| \| \| \| \| \| \| \| \| \| \| \| \| \| \| \| \| \| \| \| \| \| \| \| \| \| \| \| \| \| 14. Charles Gordon, Bá tước thứ 4 xứ Aboyne \| \| \| \| \| \| \| \| \| \| \| \| \| \| \| \| \| \| \| \| \| \| \| \| \| \| \| \| \| \| \| \| \| \| \| \| \| \| \| \| \| \| \| \| \| \| \| \| \| \| \| \| \| \| \| \| \| \| \| \| \| \| \| \| \| \| \| \| \| \| \| \| 29. Grace Lockhart \| \| \| \| \| \| \| \| \| \| \| \| \| \| \| \| \| \| \| \| \| \| \| \| \| \| \| \| \| \| \| \| \| \| \| \| \| \| \| \| \| \| \| \| \| \| \| \| \| \| \| \| \| \| \| \| \| \| \| \| \| \| \| \| \| \| \| \| \| \| \| \| 7. Margaret Gordon \| \| \| \| \| \| \| \| \| \| \| \| \| \| \| \| \| \| \| \| \| \| \| \| \| \| \| \| \| \| \| \| \| \| \| \| \| \| \| \| \| \| \| \| \| \| \| \| \| \| \| \| \| \| \| \| \| \| \| \| \| \| \| \| \| \| \| \| \| \| \| \| 30. Alexander Stewart, Bá tước thứ 6 xứ Galloway \| \| \| \| \| \| \| \| \| \| \| \| \| \| \| \| \| \| \| \| \| \| \| \| \| \| \| \| \| \| \| \| \| \| \| \| \| \| \| \| \| \| \| \| \| \| \| \| \| \| \| \| \| \| \| \| \| \| \| \| \| \| \| \| \| \| \| \| \| \| \| \| 15. Margaret Stewart \| \| \| \| \| \| \| \| \| \| \| \| \| \| \| \| \| \| \| \| \| \| \| \| \| \| \| \| \| \| \| \| \| \| \| \| \| \| \| \| \| \| \| \| \| \| \| \| \| \| \| \| \| \| \| \| \| \| \| \| \| \| \| \| \| \| \| \| \| \| \| \| 31. Catherine Cochrane \| \| \| \| \| \| \| \| \| \| \| \| \| \| \| \| \| \| \| \| \| \| \| \| \| \| \| \| \| \| \| \| \| \| \| \| \| \| \| \| \| \| \| \| \| \| \| \| \| \| \| \| |                                                     |  |  |  |  |  |  |  |  |  |  |  |                                                 |  |  |  |
| |                                                     |  |  |  |  |  |  |  |  |  |  |  | 16. James Hamilton, Công tước thứ 4 xứ Hamilton |  |  |  |
| |                                                     |  |  |  |  |  |  |  |  |  |  |  |                                                 |  |  |  |
| |                                                     |  |  |  |  |  |  |  |  |  |  |  |                                                 |  |  |  |
| |                                                     |  |  |  |  |  |  |  |  |  |  |  |                                                 |  |  |  |
| | 8. James Hamilton, Công tước thứ 5 xứ Hamilton      |  |  |  |  |  |  |  |  |  |  |  |                                                 |  |  |  |
| |                                                     |  |  |  |  |  |  |  |  |  |  |  |                                                 |  |  |  |
| |                                                     |  |  |  |  |  |  |  |  |  |  |  |                                                 |  |  |  |
| |                                                     |  |  |  |  |  |  |  |  |  |  |  |                                                 |  |  |  |
| | 17. Elizabeth Gerard                                |  |  |  |  |  |  |  |  |  |  |  |                                                 |  |  |  |
| |                                                     |  |  |  |  |  |  |  |  |  |  |  |                                                 |  |  |  |
| |                                                     |  |  |  |  |  |  |  |  |  |  |  |                                                 |  |  |  |
| |                                                     |  |  |  |  |  |  |  |  |  |  |  |                                                 |  |  |  |
| | 4. Archibald Hamilton, Công tước thứ 9 xứ Hamilton  |  |  |  |  |  |  |  |  |  |  |  |                                                 |  |  |  |
| |                                                     |  |  |  |  |  |  |  |  |  |  |  |                                                 |  |  |  |
| |                                                     |  |  |  |  |  |  |  |  |  |  |  |                                                 |  |  |  |
| |                                                     |  |  |  |  |  |  |  |  |  |  |  |                                                 |  |  |  |
| | 18. Edward Spencer                                  |  |  |  |  |  |  |  |  |  |  |  |                                                 |  |  |  |
| |                                                     |  |  |  |  |  |  |  |  |  |  |  |                                                 |  |  |  |
| |                                                     |  |  |  |  |  |  |  |  |  |  |  |                                                 |  |  |  |
| |                                                     |  |  |  |  |  |  |  |  |  |  |  |                                                 |  |  |  |
| | 9. Anne Spencer                                     |  |  |  |  |  |  |  |  |  |  |  |                                                 |  |  |  |
| |                                                     |  |  |  |  |  |  |  |  |  |  |  |                                                 |  |  |  |
| |                                                     |  |  |  |  |  |  |  |  |  |  |  |                                                 |  |  |  |
| |                                                     |  |  |  |  |  |  |  |  |  |  |  |                                                 |  |  |  |
| | 19. Anne Baker                                      |  |  |  |  |  |  |  |  |  |  |  |                                                 |  |  |  |
| |                                                     |  |  |  |  |  |  |  |  |  |  |  |                                                 |  |  |  |
| |                                                     |  |  |  |  |  |  |  |  |  |  |  |                                                 |  |  |  |
| |                                                     |  |  |  |  |  |  |  |  |  |  |  |                                                 |  |  |  |
| | 2. Alexander Hamilton, Công tước thứ 10 xứ Hamilton |  |  |  |  |  |  |  |  |  |  |  |                                                 |  |  |  |
| |                                                     |  |  |  |  |  |  |  |  |  |  |  |                                                 |  |  |  |
| |                                                     |  |  |  |  |  |  |  |  |  |  |  |                                                 |  |  |  |
| |                                                     |  |  |  |  |  |  |  |  |  |  |  |                                                 |  |  |  |
| | 20. James Stewart, Bá tước thứ 5 xứ Galloway        |  |  |  |  |  |  |  |  |  |  |  |                                                 |  |  |  |
| |                                                     |  |  |  |  |  |  |  |  |  |  |  |                                                 |  |  |  |
| |                                                     |  |  |  |  |  |  |  |  |  |  |  |                                                 |  |  |  |
| |                                                     |  |  |  |  |  |  |  |  |  |  |  |                                                 |  |  |  |
| | 10. Alexander Stewart, Bá tước thứ 6 xứ Galloway    |  |  |  |  |  |  |  |  |  |  |  |                                                 |  |  |  |
| |                                                     |  |  |  |  |  |  |  |  |  |  |  |                                                 |  |  |  |
| |                                                     |  |  |  |  |  |  |  |  |  |  |  |                                                 |  |  |  |
| |                                                     |  |  |  |  |  |  |  |  |  |  |  |                                                 |  |  |  |
| | 21. Catherine Montgomerie                           |  |  |  |  |  |  |  |  |  |  |  |                                                 |  |  |  |
| |                                                     |  |  |  |  |  |  |  |  |  |  |  |                                                 |  |  |  |
| |                                                     |  |  |  |  |  |  |  |  |  |  |  |                                                 |  |  |  |
| |                                                     |  |  |  |  |  |  |  |  |  |  |  |                                                 |  |  |  |
| | 5. Harriet Stewart                                  |  |  |  |  |  |  |  |  |  |  |  |                                                 |  |  |  |
| |                                                     |  |  |  |  |  |  |  |  |  |  |  |                                                 |  |  |  |
| |                                                     |  |  |  |  |  |  |  |  |  |  |  |                                                 |  |  |  |
| |                                                     |  |  |  |  |  |  |  |  |  |  |  |                                                 |  |  |  |
| | 22. John Cochrane, Bá tước thứ 4 xứ Dundonald       |  |  |  |  |  |  |  |  |  |  |  |                                                 |  |  |  |
| |                                                     |  |  |  |  |  |  |  |  |  |  |  |                                                 |  |  |  |
| |                                                     |  |  |  |  |  |  |  |  |  |  |  |                                                 |  |  |  |
| |                                                     |  |  |  |  |  |  |  |  |  |  |  |                                                 |  |  |  |
| | 11. Catherine Cochrane                              |  |  |  |  |  |  |  |  |  |  |  |                                                 |  |  |  |
| |                                                     |  |  |  |  |  |  |  |  |  |  |  |                                                 |  |  |  |
| |                                                     |  |  |  |  |  |  |  |  |  |  |  |                                                 |  |  |  |
| |                                                     |  |  |  |  |  |  |  |  |  |  |  |                                                 |  |  |  |
| | 23. Anne Murray                                     |  |  |  |  |  |  |  |  |  |  |  |                                                 |  |  |  |
| |                                                     |  |  |  |  |  |  |  |  |  |  |  |                                                 |  |  |  |
| |                                                     |  |  |  |  |  |  |  |  |  |  |  |                                                 |  |  |  |
| |                                                     |  |  |  |  |  |  |  |  |  |  |  |                                                 |  |  |  |
| | 1. Susan Hamilton                                   |  |  |  |  |  |  |  |  |  |  |  |                                                 |  |  |  |
| |                                                     |  |  |  |  |  |  |  |  |  |  |  |                                                 |  |  |  |
| |                                                     |  |  |  |  |  |  |  |  |  |  |  |                                                 |  |  |  |
| |                                                     |  |  |  |  |  |  |  |  |  |  |  |                                                 |  |  |  |
| | 24. Peter Beckford                                  |  |  |  |  |  |  |  |  |  |  |  |                                                 |  |  |  |
| |                                                     |  |  |  |  |  |  |  |  |  |  |  |                                                 |  |  |  |
| |                                                     |  |  |  |  |  |  |  |  |  |  |  |                                                 |  |  |  |
| |                                                     |  |  |  |  |  |  |  |  |  |  |  |                                                 |  |  |  |
| | 12. William Beckford                                |  |  |  |  |  |  |  |  |  |  |  |                                                 |  |  |  |
| |                                                     |  |  |  |  |  |  |  |  |  |  |  |                                                 |  |  |  |
| |                                                     |  |  |  |  |  |  |  |  |  |  |  |                                                 |  |  |  |
| |                                                     |  |  |  |  |  |  |  |  |  |  |  |                                                 |  |  |  |
| | 25. Bathshua Hering                                 |  |  |  |  |  |  |  |  |  |  |  |                                                 |  |  |  |
| |                                                     |  |  |  |  |  |  |  |  |  |  |  |                                                 |  |  |  |
| |                                                     |  |  |  |  |  |  |  |  |  |  |  |                                                 |  |  |  |
| |                                                     |  |  |  |  |  |  |  |  |  |  |  |                                                 |  |  |  |
| | 6. William Thomas Beckford                          |  |  |  |  |  |  |  |  |  |  |  |                                                 |  |  |  |
| |                                                     |  |  |  |  |  |  |  |  |  |  |  |                                                 |  |  |  |
| |                                                     |  |  |  |  |  |  |  |  |  |  |  |                                                 |  |  |  |
| |                                                     |  |  |  |  |  |  |  |  |  |  |  |                                                 |  |  |  |
| | 26. George Hamilton                                 |  |  |  |  |  |  |  |  |  |  |  |                                                 |  |  |  |
| |                                                     |  |  |  |  |  |  |  |  |  |  |  |                                                 |  |  |  |
| |                                                     |  |  |  |  |  |  |  |  |  |  |  |                                                 |  |  |  |
| |                                                     |  |  |  |  |  |  |  |  |  |  |  |                                                 |  |  |  |
| | 13. Maria Hamilton                                  |  |  |  |  |  |  |  |  |  |  |  |                                                 |  |  |  |
| |                                                     |  |  |  |  |  |  |  |  |  |  |  |                                                 |  |  |  |
| |                                                     |  |  |  |  |  |  |  |  |  |  |  |                                                 |  |  |  |
| |                                                     |  |  |  |  |  |  |  |  |  |  |  |                                                 |  |  |  |
| | 27. Bridget Coward                                  |  |  |  |  |  |  |  |  |  |  |  |                                                 |  |  |  |
| |                                                     |  |  |  |  |  |  |  |  |  |  |  |                                                 |  |  |  |
| |                                                     |  |  |  |  |  |  |  |  |  |  |  |                                                 |  |  |  |
| |                                                     |  |  |  |  |  |  |  |  |  |  |  |                                                 |  |  |  |
| | 3. Susan Euphemia Beckford                          |  |  |  |  |  |  |  |  |  |  |  |                                                 |  |  |  |
| |                                                     |  |  |  |  |  |  |  |  |  |  |  |                                                 |  |  |  |
| |                                                     |  |  |  |  |  |  |  |  |  |  |  |                                                 |  |  |  |
| |                                                     |  |  |  |  |  |  |  |  |  |  |  |                                                 |  |  |  |
| | 28. John Gordon, Bá tước thứ 3 xứ Aboyne            |  |  |  |  |  |  |  |  |  |  |  |                                                 |  |  |  |
| |                                                     |  |  |  |  |  |  |  |  |  |  |  |                                                 |  |  |  |
| |                                                     |  |  |  |  |  |  |  |  |  |  |  |                                                 |  |  |  |
| |                                                     |  |  |  |  |  |  |  |  |  |  |  |                                                 |  |  |  |
| | 14. Charles Gordon, Bá tước thứ 4 xứ Aboyne         |  |  |  |  |  |  |  |  |  |  |  |                                                 |  |  |  |
| |                                                     |  |  |  |  |  |  |  |  |  |  |  |                                                 |  |  |  |
| |                                                     |  |  |  |  |  |  |  |  |  |  |  |                                                 |  |  |  |
| |                                                     |  |  |  |  |  |  |  |  |  |  |  |                                                 |  |  |  |
| | 29. Grace Lockhart                                  |  |  |  |  |  |  |  |  |  |  |  |                                                 |  |  |  |
| |                                                     |  |  |  |  |  |  |  |  |  |  |  |                                                 |  |  |  |
| |                                                     |  |  |  |  |  |  |  |  |  |  |  |                                                 |  |  |  |
| |                                                     |  |  |  |  |  |  |  |  |  |  |  |                                                 |  |  |  |
| | 7. Margaret Gordon                                  |  |  |  |  |  |  |  |  |  |  |  |                                                 |  |  |  |
| |                                                     |  |  |  |  |  |  |  |  |  |  |  |                                                 |  |  |  |
| |                                                     |  |  |  |  |  |  |  |  |  |  |  |                                                 |  |  |  |
| |                                                     |  |  |  |  |  |  |  |  |  |  |  |                                                 |  |  |  |
| | 30. Alexander Stewart, Bá tước thứ 6 xứ Galloway    |  |  |  |  |  |  |  |  |  |  |  |                                                 |  |  |  |
| |                                                     |  |  |  |  |  |  |  |  |  |  |  |                                                 |  |  |  |
| |                                                     |  |  |  |  |  |  |  |  |  |  |  |                                                 |  |  |  |
| |                                                     |  |  |  |  |  |  |  |  |  |  |  |                                                 |  |  |  |
| | 15. Margaret Stewart                                |  |  |  |  |  |  |  |  |  |  |  |                                                 |  |  |  |
| |                                                     |  |  |  |  |  |  |  |  |  |  |  |                                                 |  |  |  |
| |                                                     |  |  |  |  |  |  |  |  |  |  |  |                                                 |  |  |  |
| |                                                     |  |  |  |  |  |  |  |  |  |  |  |                                                 |  |  |  |
| | 31. Catherine Cochrane                              |  |  |  |  |  |  |  |  |  |  |  |                                                 |  |  |  |
| |                                                     |  |  |  |  |  |  |  |  |  |  |  |                                                 |  |  |  |
| |                                                     |  |  |  |  |  |  |  |  |  |  |  |                                                 |  |  |  |